# 2023年世界陸上競技選手権大会北マケドニア選手団
2023年世界陸上競技選手権大会北マケドニア選手団は、2023年8月19日から8月27日までハンガリーのブダペストで開催された第19回世界陸上競技選手権大会の北マケドニア選手団。

## 選手団
- 人員: 選手 1人

## 選手名簿・結果
| 選手             | 種目         | 結果     | 順位     |
| ---------------- | ------------ | -------- | -------- |
| アドリヤナ・ポプ | 女子マラソン | 途中棄権 | 途中棄権 |